# Madmans Esprit
Madmans Esprit é uma banda de metal formada em 2010, baseada em Seoul e Berlim. A banda se descreve como Depressive Suicidal Blackened Pop.
Fortemente influenciada pelo movimento japonês visual kei, com vestimentas e maquiagem bem elaboradas, os temas de suas letras incluem depressão e suicídio, escritas em inglês, coreano, alemão ou japonês.
Em 2020, "Gloryfing Suicide" foi indicado para o 17° Korean Music Awards, na categoria Melhor Álbum de Metal e Hardcore. Em 2023, a banda ganhou o mesmo prêmio com o álbum I See Myself Through You Who See Us Through Me.

## Carreira

### 2010–2018: Formação e período em Berlim
Kyuho formou o Madmans Esprit em 2010 em Seoul e se mudou para Berlim alguns anos depois. O álbum de estreia de 2014, Nacht, foi bem recebido pela cena de black metal internacional. Fizeram uma turnê pela Europa em 2017, até mesmo com shows gratuitos na Alemanha e Suécia.  Em 2018, Conscientization of Unconsciousness (무의식의 의식화) foi lançado em outubro e distribuído pela Gan-Shin.
Porém, Kyuho precisou voltar a sua cidade natal por conta do serviço militar obrigatório.

### 2019–presente: Retorno a Seoul
Em 17 de outubro de 2019 lançaram o single "Seoul" acompanhado de uma turnê com datas em Tóquio, Taipei, Busan e Seoul.
O single "Jahaewa Haebang" foi lançado em 19 de fevereiro de 2020 e "Magtanshi" em 30 de maio de 2020, em três versões: uma em japonês, outra em coreano, e por fim em japonês e coreano combinados. Em 30 de janeiro do ano seguinte foi lançado o single "Garden of Skeletons" na gravadora independente da banda No Authority, que haviam fundado recentemente.
Apresentaram-se junto com a banda Cotoba em junho de 2021 e participaram do festival da bandas coreanas de rock Hellrider em 7 de julho de 2022. Anunciaram um novo álbum completo em setembro, lançado em 22 de outubro, chamado I See Me through You Who Sees Us Through Me (나는 나를 통해 우리를 보는 너를 통해 나를 본다). Em fevereiro de 2023, a formação de membros suporte da banda foi dissolvida após 4 anos contando com Arc, Juho, Geon e Yoel.
Em 16 de outubro de 2023, foi anunciada a nova formação de suporte do Madmans Esprit. Esta nova formação contém dois dos antigos membros: Geon (baixo), Juho (guitarra), e conta com a adição de Limu (bateria), baterista do Clownus. Em fevereiro do ano seguinte, retornaram ao Japão para 5 shows seguidos na casa Ikebukuro Chop. Em agosto, já com a adição do guitarrista Somyul (ex Senyt de uma das antigas formações), Kyuho anunciou que o Madmans Esprit não era mais seu projeto solo e estaria se tornando oficialmente uma banda, oficializando todos os membros.
Em agosto a banda lançou o videoclipe de "Kaidan" promovendo seu primeiro EP em japonês, 5 old scars, com remakes de canções antigas.Em outubro de 2024, Madmans Esprit embarcou em turnê pela Europa, com datas esgotadas, e também foi anunciada uma turnê na América Latina para abril de 2025, com seus primeiros shows no México, Chile e Brasil. Em fevereiro de 2025 lançaram o single "Please Stop Loving Me".

## Estilo musical
Madmans Esprit é citada por vezes como uma banda de black metal,rock e metal alternativo e avant-garde.
Influências
O projeto é influenciado principalmente por bandas do movimento visual kei do Japão. Kyuho cita grupos como Dir en grey, Opeth, Radiohead, X Japan e Slipknot como algumas de suas influências. Ele contou que a primeira banda visual kei que ouviu foi The Trax, uma banda sul-coreana produzida por Yoshiki.

## Membros
- Kyuho[nota 1] – vocais e produção geral

Madmans Esprit foi originalmente projeto independente e solo de Kyuho, que produzia tudo e apenas contava com músicos de apoio para certos instrumentos e apresentações ao vivo. Em 2024, foi oficializado como banda com os membros abaixo. Ele também faz parte das bandas ms. isohp romatem (fundada por Juho) e Human Traces.
- Juho – guitarra
- Somyul (ex. Senyt) – guitarra
- Geon – baixo
- Limu – bateria

### Antigas formações de suporte
2019–2023
- Juho – guitarra
- Geon – baixo
- Arc – guitarra
- Yoel – bateria

2018–2019
- Senyt – guitarra
- Juho – guitarra
- Eun Chae – baixo
- Confyverse – bateria

2010–2013
- Jungbin (睛彬) – guitarra
- Nansil (蘭實) – baixo
- Hojin (滸震) – bateria

## Discografia
Álbuns
- Nacht (2014)
- Conscientization of Unconsciousness (무의식의 의식화, 2018)
- I See Myself Through You Who See Us Through Me (나는 나를 통해 우리를 보는 너를 통해 나를 본다, 2022)

EPs
- I Just Want to Sex with You (2011)
- Glorifying Suicide (2019)
- 5 old scars (2024)

Singles
- "Suicidol" (2019)
- "Seoul" (2019)
- "Jahaewa Haebang" (자해와 해방, 2020)
- "Mangtanshi" (妄誕詩, 2020)
- "Garden of Skeletons" (백골의 정원, 2021)
- "I Hope I Die" (죽었으면, 2023)
- "Bitter" (2023)
- "Hass und Ignoranz" (2023)
- "Mismatch" (2023)
- "Fall" (墜落, 2024)
- "Please Stop Loving Me" (2025)

## Prêmios
| Ano  | Prêmio              | Categoria                        | Trabalho                                       | Resultado |
| ---- | ------------------- | -------------------------------- | ---------------------------------------------- | --------- |
| 2020 | Korean Music Awards | Melhor Álbum de Metal e Hardcore | Glorifying Suicide                             | Indicado  |
| 2023 | Korean Music Awards | Melhor Álbum de Metal e Hardcore | I See Myself Through You Who See Us Through Me | Venceu    |